# Lent (Ain)
Lent es una comuna francesa situada en el departamento de Ain, en la región de Auvernia-Ródano-Alpes.

## Demografía
| 721 | 778 | 801 | 976 | 1043 | 1145 | 1459 |
| Para los censos de 1962 a 1999 la población legal corresponde a la población sin duplicidades (Fuente: INSEE [Consultar]) |     |     |     |      |      |      |